# Mediaster dawsoni
Mediaster dawsoni är en sjöstjärneart som beskrevs av McKnight 1973. Mediaster dawsoni ingår i släktet Mediaster och familjen ledsjöstjärnor. Inga underarter finns listade i Catalogue of Life.